# Kötz
Kötz ist eine Gemeinde im schwäbischen Landkreis Günzburg in Bayern. Sitz der Gemeindeverwaltung ist Großkötz.

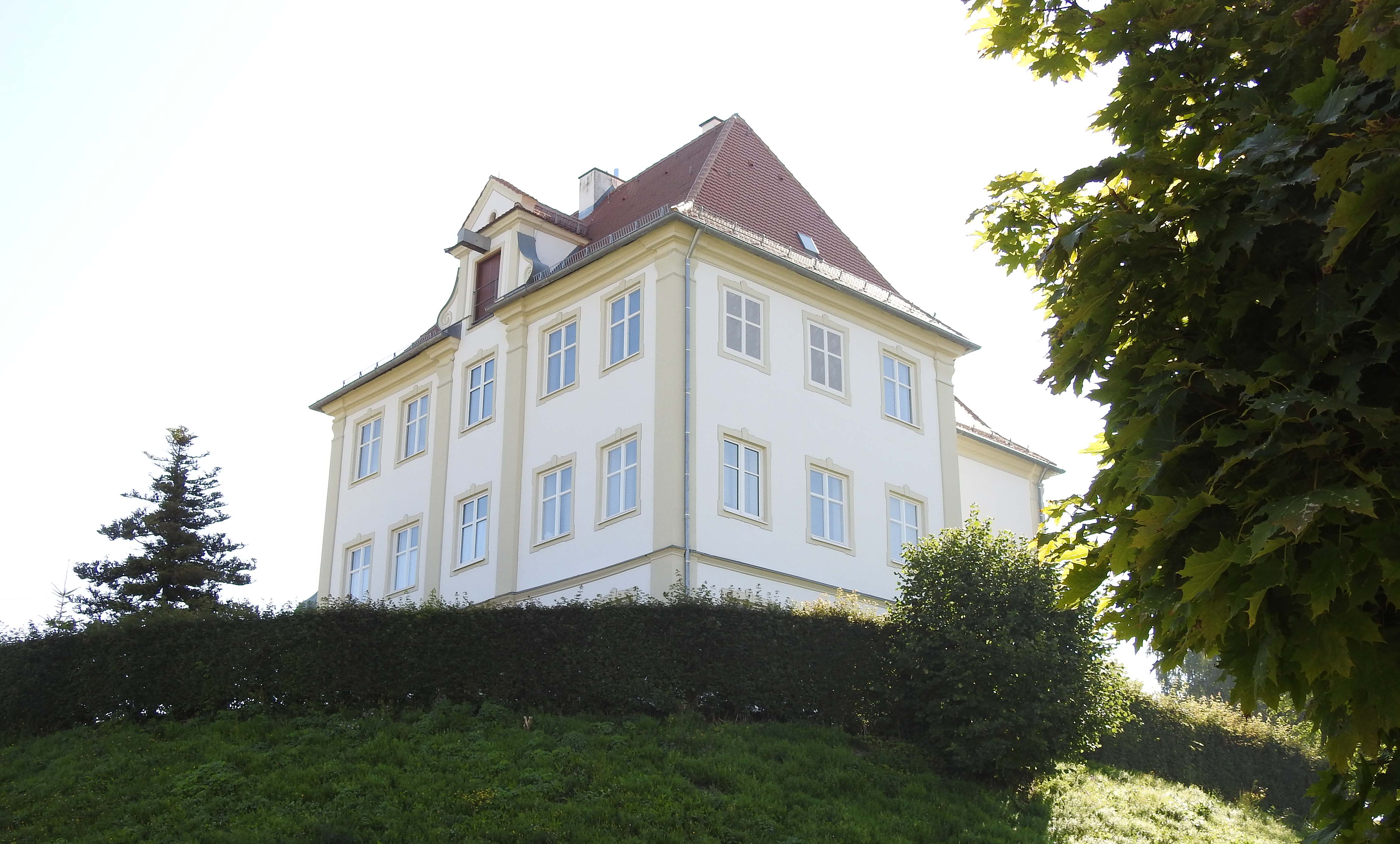
Pfarrhaus in Großkötz

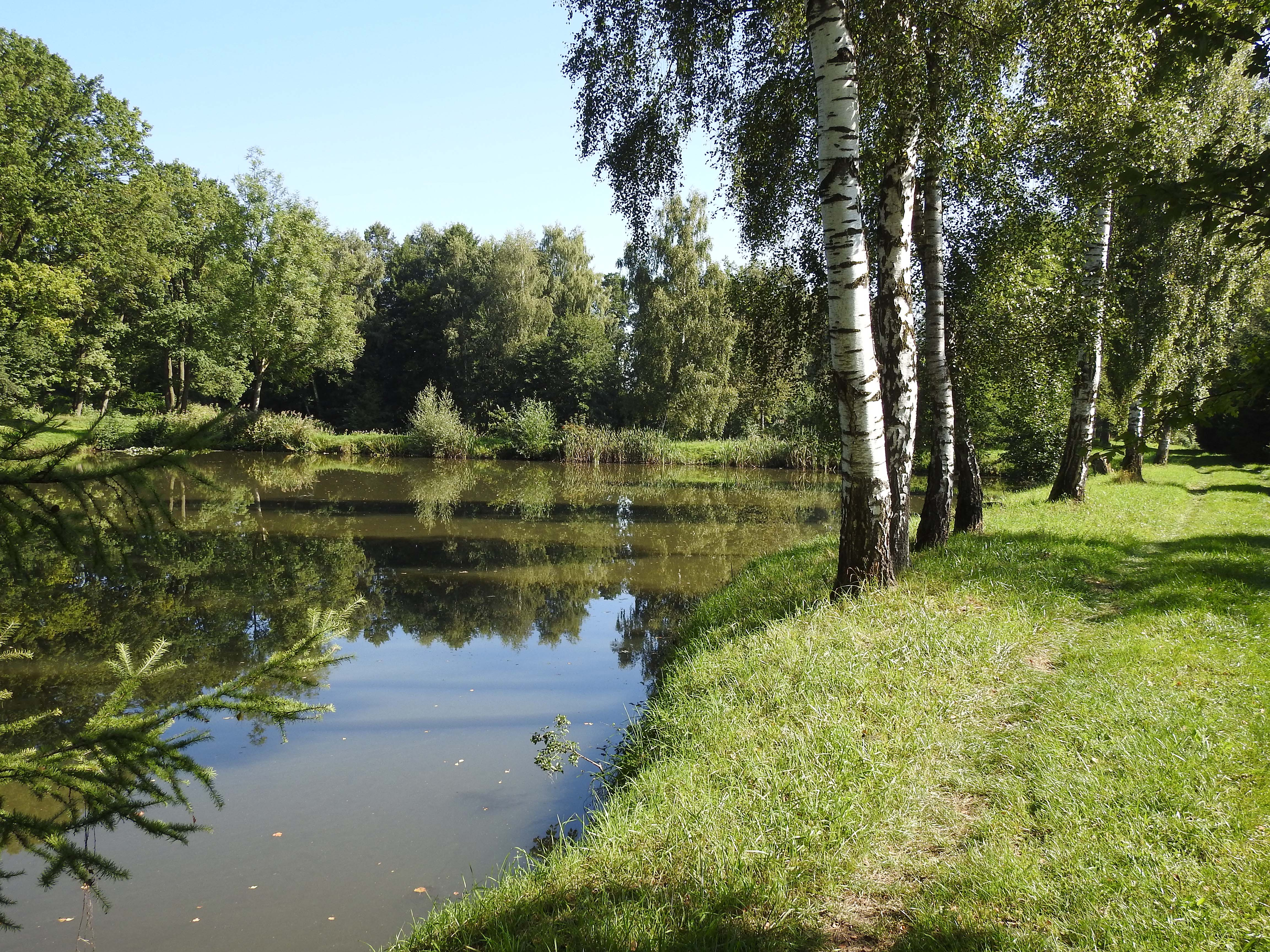
Großkötzer Baggersee

Schloss Kleinkötz

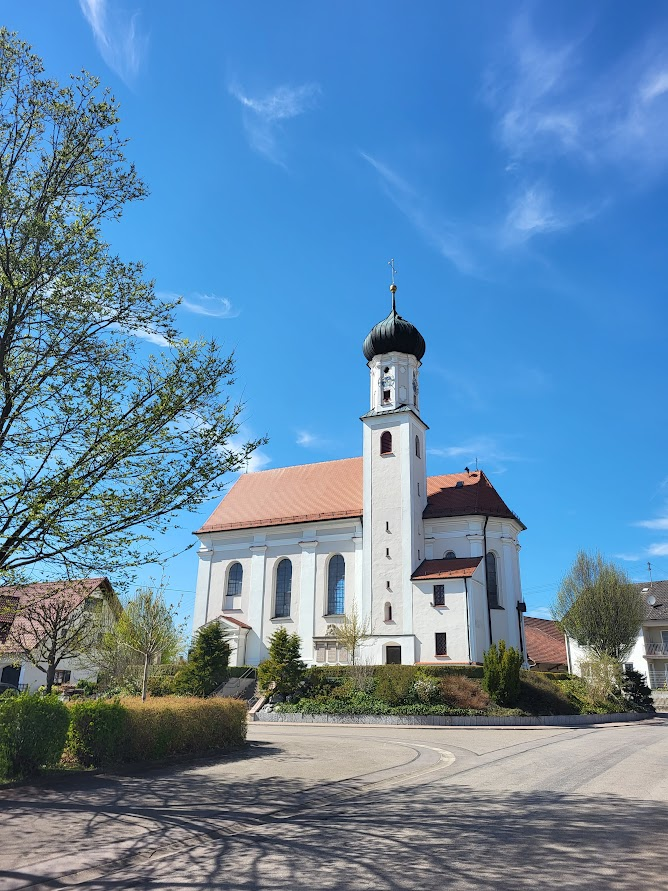
Sankt Nikolaus

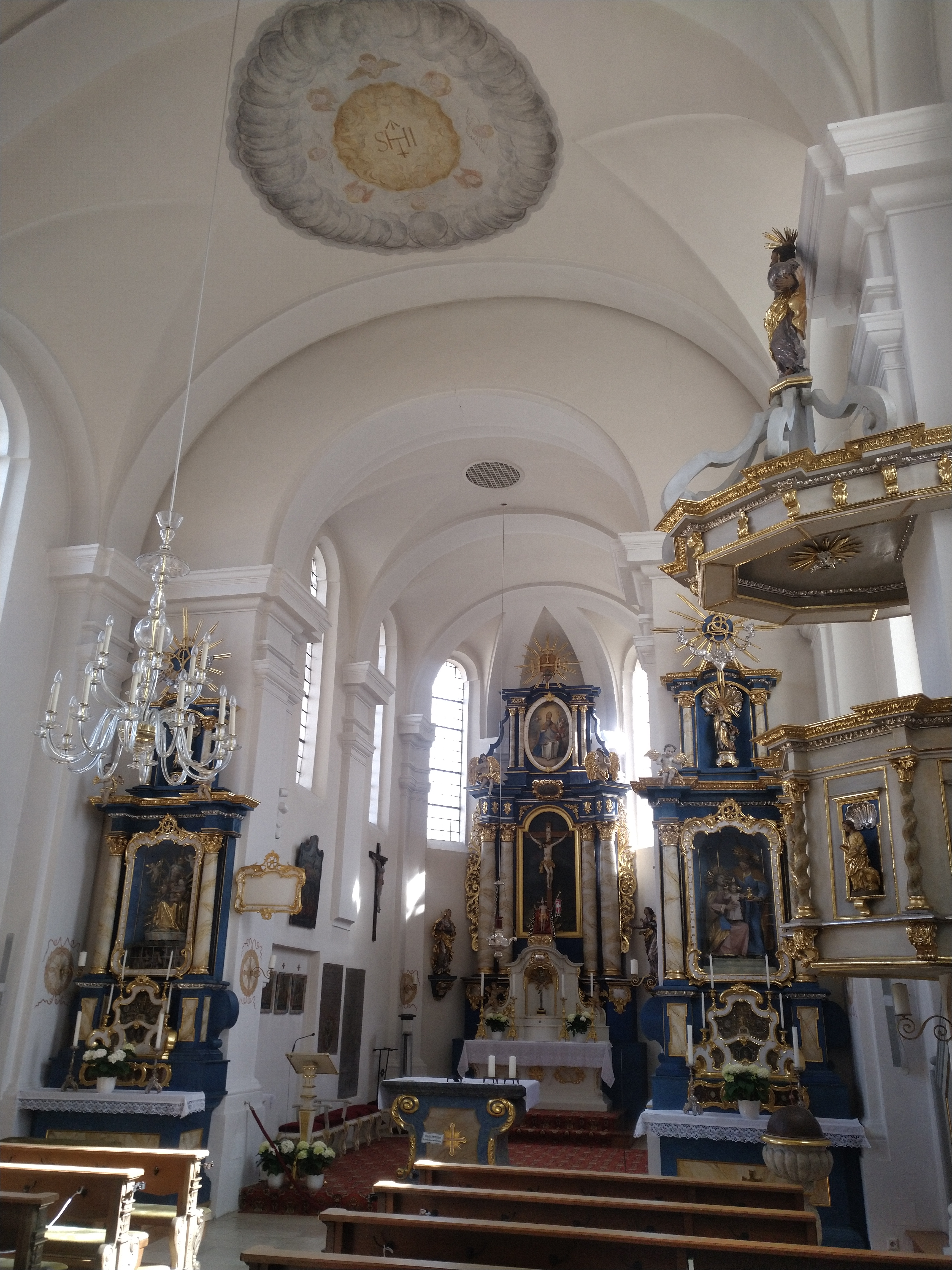
Innenraum der Pfarrkirche St. Nikolaus

Ehemaliges Schulhaus Kleinkötz

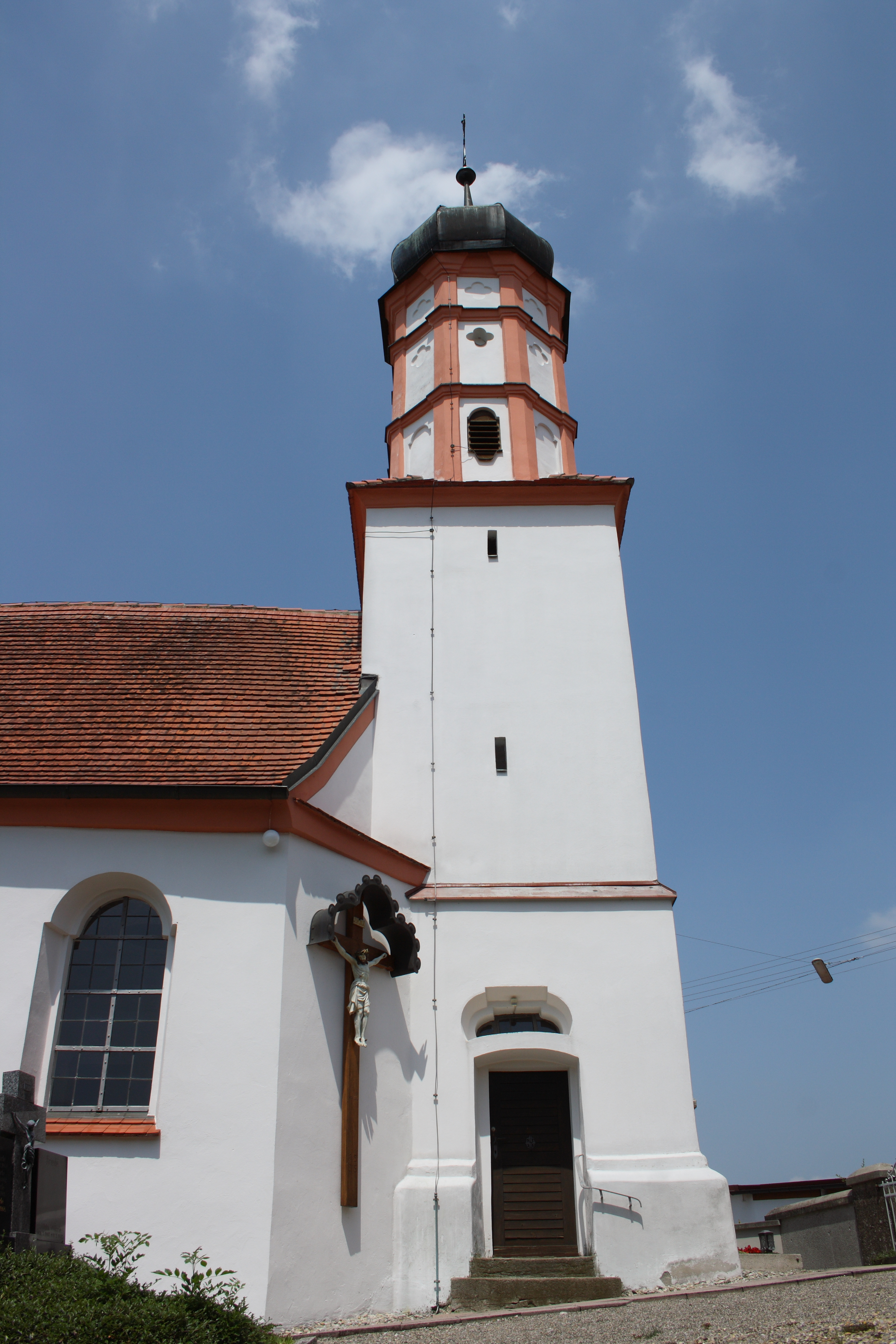
Sankt Baptist in Ebersbach

## Geografie
Kötz liegt an der Mündung des gleichnamigen Baches Kötz in die Günz auf einer Höhe von 472 (Großkötz), 482 (Kleinkötz) bzw. 517 (Ebersbach) Metern. Die Gemeinde ist Teil des Schwäbischen Barockwinkels und Ober- bzw. Mittelschwabens. Naturräumlich gehört sie zum Alpenvorland bzw. zur Donau-Iller-Lech-Platte.

### Gemeindegliederung
Die drei Gemeindeteile sind die Pfarrdörfer Großkötz und Kleinkötz und das Kirchdorf Ebersbach. Die drei Gemarkungen Ebersbach, Großkötz und Kleinkötz liegen vollständig auf dem Gemeindegebiet von Kötz.
Es gibt in der Gemeinde weder einen Gemeindeteil noch eine Gemarkung Kötz.

### Nachbargemeinden
Die Nachbargemeinden (im Uhrzeigersinn) sind: Günzburg, Burgau, Kammeltal, Ichenhausen, Bibertal und Bubesheim.
| Bubesheim 3 km | Günzburg 5 km                               | Burgau 9 km    |
| Bibertal 7 km  | Kompassrose, die auf Nachbargemeinden zeigt |                |
|                | Ichenhausen 5 km                            | Kammeltal 8 km |

## Namensherkunft
Für die Herkunft des Ortsnamens Kötz gibt es bisher vier mögliche Erklärungen:
Reinhard H. Seitz leitet die Herkunft des Flussnamens Kötz in der Ortschronik aus dem vordeutschen (römisch-keltischen bzw. indogermanischen) Wort *Cattja mit der Bedeutung „Wildkatzengewässer“ ab. Der Ort wäre demnach nach dem Flüsschen benannt worden.
Der zweite Erklärungsversuch stammt von Wolf-Armin Freiherr von Reitzenstein – dieser führt den Ortsnamen auf eine römische Villa rustica namens *Catianum (Landgut des Catius) zurück. Demnach wäre der Gewässername vom Ortsnamen abgeleitet.
Der Regensburger Linguist Albrecht Greule stellt gleich zwei mögliche Erklärungen für den Ortsnamen zur Diskussion: zum einen eine Deutung aus der germanischen Sprache mit *Kat als ursprüngliche Form des Namens – was "gewinkelte Bachkrümmung bedeuten würde – zum anderen eine indogermanische Herkunft aus dem erschlossenen Wort *Kat bzw. *Kataro (Graben, Bach, Wassergraben). Er geht dabei davon aus, dass der Name des Ortes auf das Gewässer übertragen wurde.

## Geschichte

### Bis zur Gründung der Vorläufergemeinden
Großkötz gehörte zur österreichischen Markgrafschaft Burgau, Grund- und Gerichtsherr war von 1408 bis zur Mitte des 18. Jahrhunderts die Ulmer Patrizierfamilie Ehinger. Seit den Friedensverträgen von Brünn und Preßburg 1805 gehörte der Ort zum neu entstandenen Königreich Bayern. In Kleinkötz herrschten dagegen bis 1806 die Patrizier Holzapfel von Herxheim, wobei sie sich das Gassengericht mit dem Reichsstift Wettenhausen teilten; Ebersbach gehörte ebenfalls zu den Besitzungen dieses Klosters. Im Zuge der Verwaltungsreformen im Königreich Bayern entstanden mit dem Gemeindeedikt von 1818 die Gemeinden Großkötz und Kleinkötz.

### Eingemeindungen
Die Gemeinde entstand am 1. Juli 1972 durch den freiwilligen Zusammenschluss der Gemeinden Großkötz und Kleinkötz. Die Gemeinde Ebersbach wurde am 1. Mai 1978 im Zuge der Gebietsreform eingemeindet.

### Einwohnerentwicklung
| Jahr | Einwohner               | Quelle                                                           |
| ---- | ----------------------- | ---------------------------------------------------------------- |
| 1500 | 595 (121 Feuerstätten)  | Meldungen zum Feuerstattguldenregister der Markgrafschaft Burgau |
| 1762 | 891 (141 Feuerstätten)  | Diözesanbeschreibung des Bistums Augsburg                        |
| 1811 | 1222 (238 Feuerstätten) | Montgelas’sche Bestandsaufnahme des Königreichs Bayern           |
| 1823 | 1260                    | Diözesanbeschreibung des Bistums Augsburg                        |
| 1840 | 1196                    | Bayerisches Statistisches Landesamt                              |
| 1880 | 1323                    | Bayerisches Statistisches Landesamt                              |
| 1919 | 1439                    | Bayerisches Statistisches Landesamt                              |
| 1939 | 1423                    | Bayerisches Statistisches Landesamt                              |
| 1946 | 2219                    | Bayerisches Statistisches Landesamt                              |
| 1950 | 1919                    | Bayerisches Statistisches Landesamt                              |
| 1970 | 2414                    | Bayerisches Statistisches Landesamt                              |
| 1991 | 3071                    | Bayerisches Statistisches Landesamt                              |
| 2000 | 3233                    | Bayerisches Statistisches Landesamt                              |
| 2015 | 3275                    | Bayerisches Statistisches Landesamt                              |
| 2020 | 3254                    | Bayerisches Statistisches Landesamt                              |

## Politik und Öffentliche Verwaltung

### Gemeinderat
Der Gemeinderat hat 16 Mitglieder. Seit der Kommunalwahl 2020 verteilen sie sich auf folgende Listen:
- Freie Wählergemeinschaft (FWG): 9 Sitze (58,3 %)
- CSU: 7 Sitze (41,7 %)

In der Amtszeit 2014 bis 2020 hatten FWG und CSU je sieben Sitze und die SPD zwei Sitze; letztere legte keinen Wahlvorschlag mehr vor. Die FWG gewann zwei Mandate hinzu.

### Bürgermeister
Erste Bürgermeisterin ist seit 1. Mai 2020 Sabine Ertle (Freie Wählergemeinschaft). Sie wurde am 15. März 2020 bei einer Mitbewerberin mit 62,1 % der Stimmen gewählt. Ihr Vorgänger Ernst Walter, der sich 2020 nicht mehr zur Wahl stellte, war seit Mai 2008 im Amt.
| Name            | Amtszeit  |
| --------------- | --------- |
| Gerhard Betz    | 1972–1984 |
| Hans Klement    | 1984–1996 |
| Stephan Däubler | 1996–2008 |
| Ernst Walter    | 2008–2020 |
| Sabine Ertle    | 2020–     |

### Verwaltung
Die Gemeinde ist Mitglied der Verwaltungsgemeinschaft Kötz.

#### Steuereinnahmen
Die Gemeindesteuereinnahmen betrugen im Jahr 2017 3246 T€, davon entfallen auf Gewerbesteuereinnahmen (netto) 671 T€. Die Pro-Kopf-Verschuldung betrug im selben Jahr 336 €.

### Wappen und Flagge
| | | \| \| Blasonierung: „Unter rotem Schildhaupt, darin nebeneinander zwei silberne Holzäpfel mit grünen Stielen und Blättern, in Gold ein roter Schwan.“[11] \| \| Wappenbegründung: Die Gemeinde Kötz besteht seit 1972 aus den ehemals selbstständigen Gemeinden Großkötz und Kleinkötz. Der Schwan ist dem Wappen der Ulmer Patrizierfamilie Ehinger entnommen, die von 1408 bis zur Mitte des 18. Jahrhunderts die Ortsherrschaft in Großkötz innehatte. Die Ortsherrschaft in Kleinkötz erscheint seit 1492 geteilt. Ein Halbteil kam 1545 ebenfalls an die Patrizierfamilie Ehinger, der bis 1627 in ihrem Besitz verblieb und an das Hochstift Augsburg kam. Die beiden silbernen Holzäpfel stehen als redende Zeichen für die Augsburger Patrizierfamilie Holzapfel, die 1638 vom Hochstift Augsburg mit diesem Teil der Herrschaft in Kleinkötz belehnt wurden, darunter das Adelsschloss und den alten Burgstall. Die Familie nannte sich seitdem Holzapfel von Herzheim und Klein-Kötz. Im Jahr 1755 regelte die Familie in einem Vertrag mit dem zweiten Herrschaftsinhaber des Ortes, den Freiherren Ehinger von Balzheim zu Großkötz, die wechselnde Leitung des Gassengerichts und die Verteilung der hieraus anfallenden Strafgelder. Gemeindewappen und Flagge wurden am 18. Januar 1974 von der Regierung Schwaben genehmigt. Der grün-weiß-rot längsgestreiften Flagge ist das Wappen mittig aufgelegt. \| \| |
| | Blasonierung: „Unter rotem Schildhaupt, darin nebeneinander zwei silberne Holzäpfel mit grünen Stielen und Blättern, in Gold ein roter Schwan.“ | |
| Wappenbegründung: Die Gemeinde Kötz besteht seit 1972 aus den ehemals selbstständigen Gemeinden Großkötz und Kleinkötz. Der Schwan ist dem Wappen der Ulmer Patrizierfamilie Ehinger entnommen, die von 1408 bis zur Mitte des 18. Jahrhunderts die Ortsherrschaft in Großkötz innehatte. Die Ortsherrschaft in Kleinkötz erscheint seit 1492 geteilt. Ein Halbteil kam 1545 ebenfalls an die Patrizierfamilie Ehinger, der bis 1627 in ihrem Besitz verblieb und an das Hochstift Augsburg kam. Die beiden silbernen Holzäpfel stehen als redende Zeichen für die Augsburger Patrizierfamilie Holzapfel, die 1638 vom Hochstift Augsburg mit diesem Teil der Herrschaft in Kleinkötz belehnt wurden, darunter das Adelsschloss und den alten Burgstall. Die Familie nannte sich seitdem Holzapfel von Herzheim und Klein-Kötz. Im Jahr 1755 regelte die Familie in einem Vertrag mit dem zweiten Herrschaftsinhaber des Ortes, den Freiherren Ehinger von Balzheim zu Großkötz, die wechselnde Leitung des Gassengerichts und die Verteilung der hieraus anfallenden Strafgelder. Gemeindewappen und Flagge wurden am 18. Januar 1974 von der Regierung Schwaben genehmigt. Der grün-weiß-rot längsgestreiften Flagge ist das Wappen mittig aufgelegt. | | |

### Partnergemeinden
Partnergemeinde ist Obdach in Österreich. Die Partnerschaft wurde zur 800-Jahr-Feier der Marktgemeinde Obdach am 10. Juni 1990 begründet. Die Beziehungen begannen bereits 1965 zu wachsen, als ein Werk der Kötzer Unternehmensgruppe AL-KO in Obdach eröffnet wurde.

## Kultur und Sehenswürdigkeiten

### Baudenkmäler
- Kirche St. Peter und Paul, Großkötz
- Kirche St. Nikolaus, Kleinkötz
- Wasserschloss Kleinkötz

### Vereine

#### Sportvereine
- Fischereiverein Kötz e. V.
- Schachclub Kötz
- Schützenverein Frohsinn Großkötz 1897 e. V.
- Schützenverein Hubertus Ebersbach
- Spielvereinigung Kleinkötz e. V. – Die Fußballmannschaft spielt derzeit in der Kreisklasse West 2 in Schwaben. Angeboten werden Fußball und Gymnastik.
- Tennis Club Kötz e. V.
- VfL Großkötz 1924 e. V. – Gegründet wurde der Verein im April 1924. Derzeit besitzt der Verein etwa 800 aktive und passive Mitglieder. Die Fußballmannschaft spielt derzeit in der Kreisklasse West 2 in Schwaben. Die Volleyballmannschaft ist die erfolgreichste ihrer Art im Landkreis und spielt in der Landesliga. Auch Gymnastik und Radfahren werden angeboten.
- Wandergruppe Kötz e. V.

#### Musikvereine
- Das Blasorchester Kötz wurde 2003 aus den beiden Kötzer Traditionskapellen Musikverein und Kolpingkapelle gegründet. Das Blasorchester besteht aus der Stammkapelle mit ca. 60 aktiven Musikern.
- Country & Western Friends Koetz 1982 e. V. – Verein zur Förderung und Pflege der amerikanischen Country & Western Music
- Förderverein Musikdorf Kötz im schwäbischen Barockwinkel
- Kirchenchor
- Männergesangsverein Liederkranz

#### Sonstige
- Feuerwehrvereine in Ebersbach, Groß- und Kleinkötz
- Förderverein St. Nikolaus – Verein zur Erhaltung der Kleinkötzer Pfarrkirche
- Interessengemeinschaft für eine Ortsumgehung Kötz e. V.
- Kleingartenverein
- Kolpingfamilie Kötz
- Kötzer Narren Club 1976 e. V. – Der Verein pflegt besonders in der Fasnacht das überkommene schwäbische Brauchtum dieser Jahreszeit und ist weit über den Landkreis hinaus bekannt.
- Krieger- und Soldatenvereine – jeweils in Ebersbach und Großkötz, Soldaten- und Kameradschaftsverein Kleinkötz
- Seniorenclub Kötz
- Sudetendeutsche Landsmannschaft Ortsgruppe Kötz
- VdK Kötz
- Verein für Gartenbau u. Landespflege
- Verein zur Förderung der Land- und Forstwirtschaft sowie der Landschaftspflege – jeweils in Groß- und Kleinkötz

## Wirtschaft und Infrastruktur

### Wirtschaft einschließlich Land- und Forstwirtschaft
Es gab im Jahr 2020 nach der amtlichen Statistik insgesamt 1383 sozialversicherungspflichtig Beschäftigte am Arbeitsort, davon im produzierenden Gewerbe 1020. Sozialversicherungspflichtig Beschäftigte am Wohnort gab es insgesamt 1493. Im verarbeitenden Gewerbe gab es vier Betriebe mit mehr als 20 Beschäftigten, im Bauhauptgewerbe ebenfalls drei. Zudem bestanden 33 landwirtschaftliche Betriebe mit einer landwirtschaftlich genutzten Fläche von 1387 ha. In der Gemeinde wurden 2020 Lieferungen und Leistungen (im Sinne der Umsatzsteuerstatistik) in Höhe von 551 Millionen Euro erbracht. 2020 waren 51 Personen arbeitslos gemeldet.

### Ansässige Unternehmen
(Auswahl bedeutender Unternehmen)
- AL-KO Kober

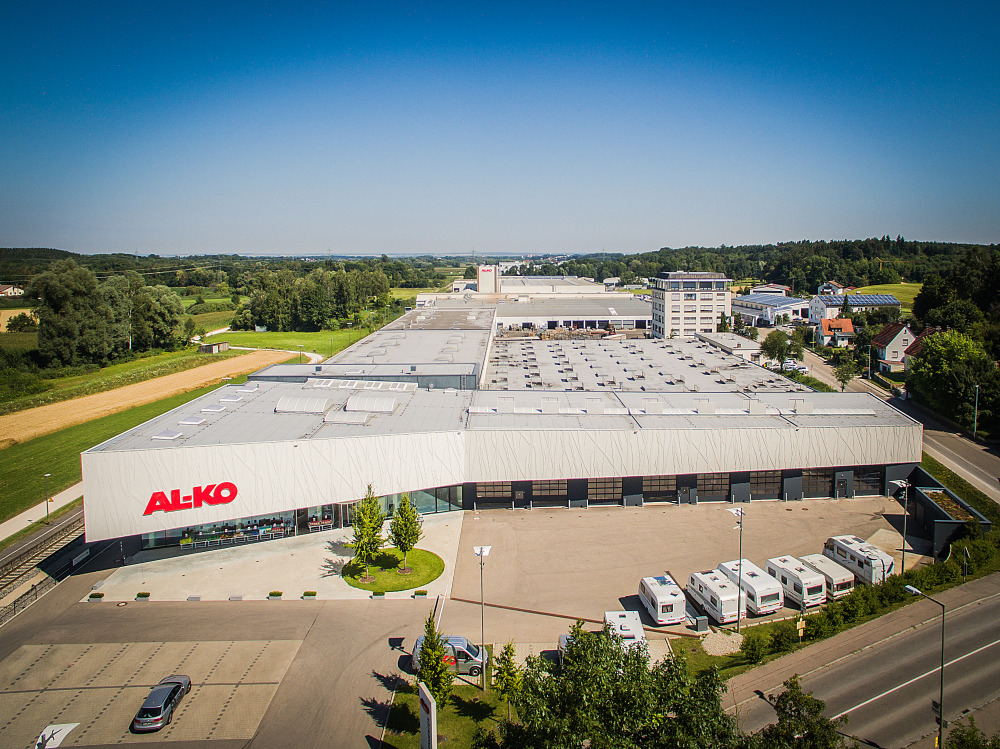
AL-KO Hauptsitz in Kleinkötz

- AL-KO Fahrzeugtechnik, seit 2016 ein Teilunternehmen von DexKo Global
- Klotz Spezialmaschinen
- Merkle Schweißanlagen-Technik GmbH
- Raiffeisenbank Mittelschwaben eG
- Ritter und Deeg Ingenieur-Tiefbau GmbH & Co KG

### Bildung
Es gibt folgende Einrichtungen (Stand: 2021):
- 2 Kindergärten: 188 Kindergartenplätze mit 161 Kindern
- Alois-Kober-Grundschule: 97 Schüler
- Außenstelle der Volkshochschule Günzburg

### Verkehr
- Kötz liegt an der Bahnstrecke Günzburg–Mindelheim, die zwischen den beiden Teilorten verläuft; der Bahnhof heißt Kleinkötz.
- Kötz liegt an der nördlich vorbeiführenden A 8 (Ausfahrt Günzburg) und an der B 16, die durch Kleinkötz führt.

## Persönlichkeiten
- Johann Eberlin von Günzburg (um 1470–1533), reformatorischer Prediger und Autor
- Christoph Rodt (1575–1634), Bildhauer
- Cyrill Kistler (1848–1907), Lehrer in Kleinkötz, später Komponist
- Bruno Merk (1922–2013), Politiker, ehemaliger bayerischer Innenminister, „Vater der Gebietsreform“